# Bundesstraße 29
Die Bundesstraße 29 (Abkürzung: B 29) verläuft in den Bundesländern Baden-Württemberg und Bayern parallel zur A 8 von Waiblingen über das Remstal und die A 7 bis zum Nördlinger Ries. Aufgrund der vierstreifigen Streckenabschnitte wird sie auch Remstalautobahn genannt.

## Verlauf

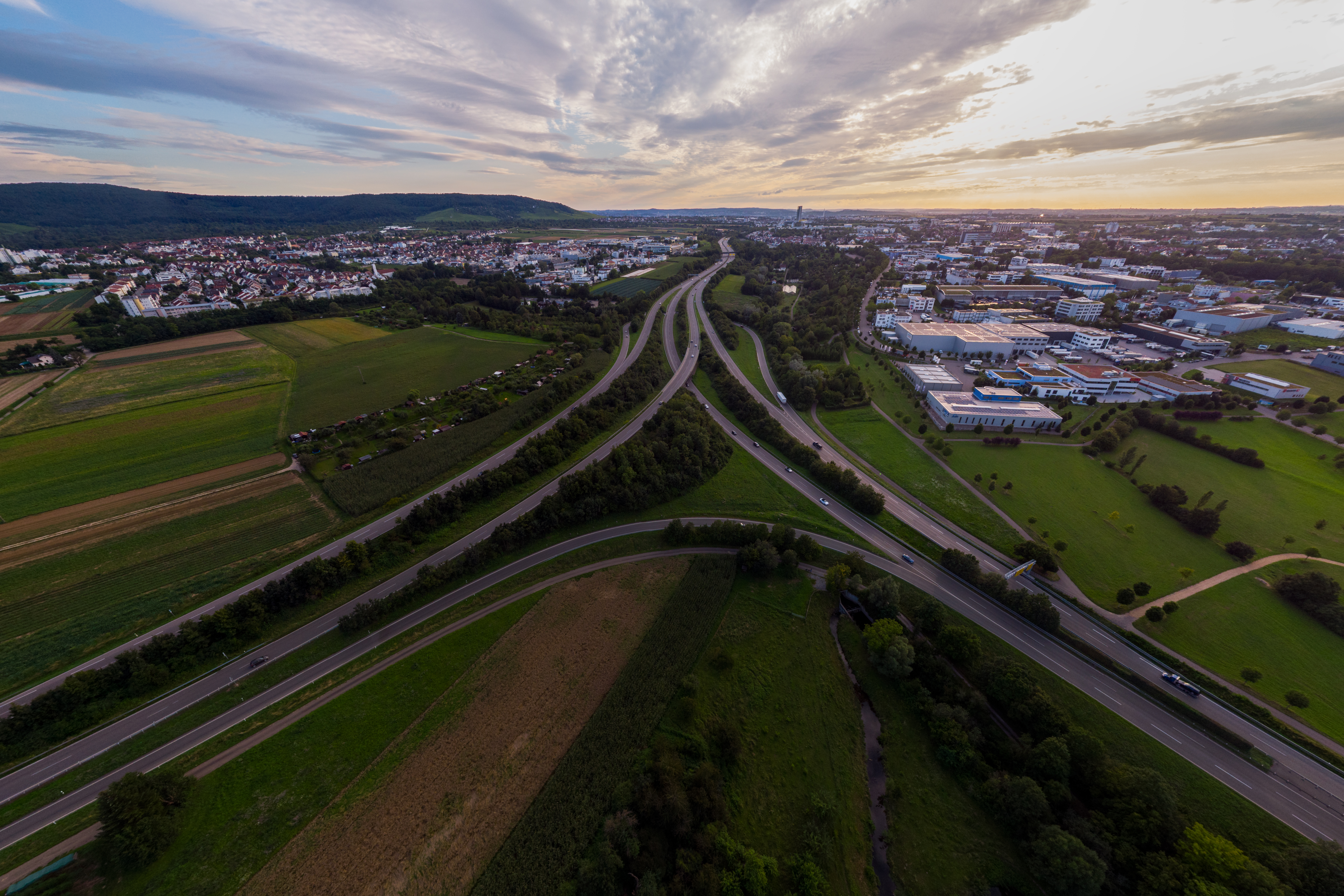
Teiler zwischen B 14 (nach rechts unten) und B 29 (nach links unten) bei Waiblingen

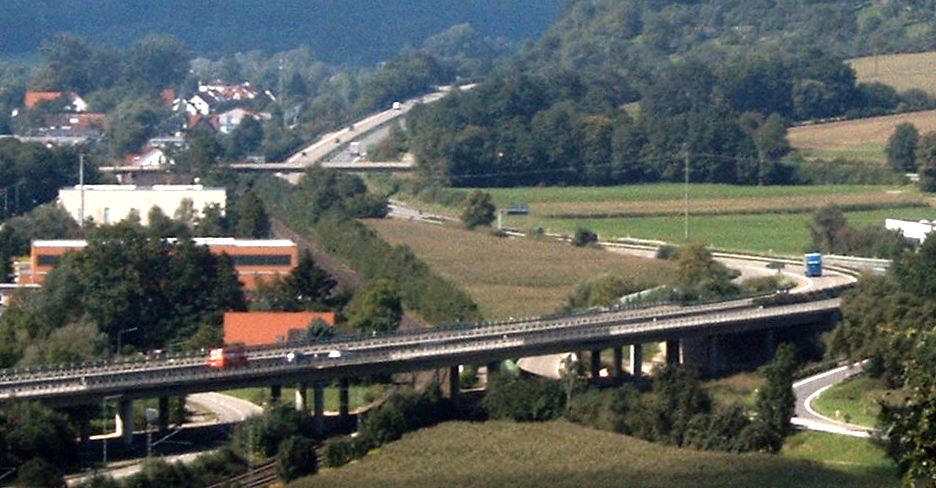
Vierstreifiger Abschnitt bei Lorch

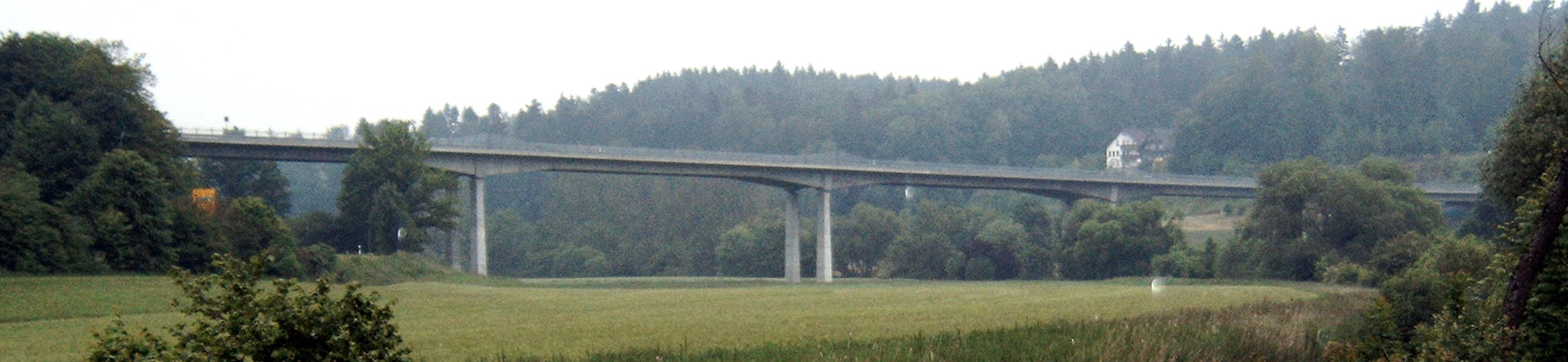
Brücke über den Kocher bei Hüttlingen im Verlauf der Aalener Westumfahrung

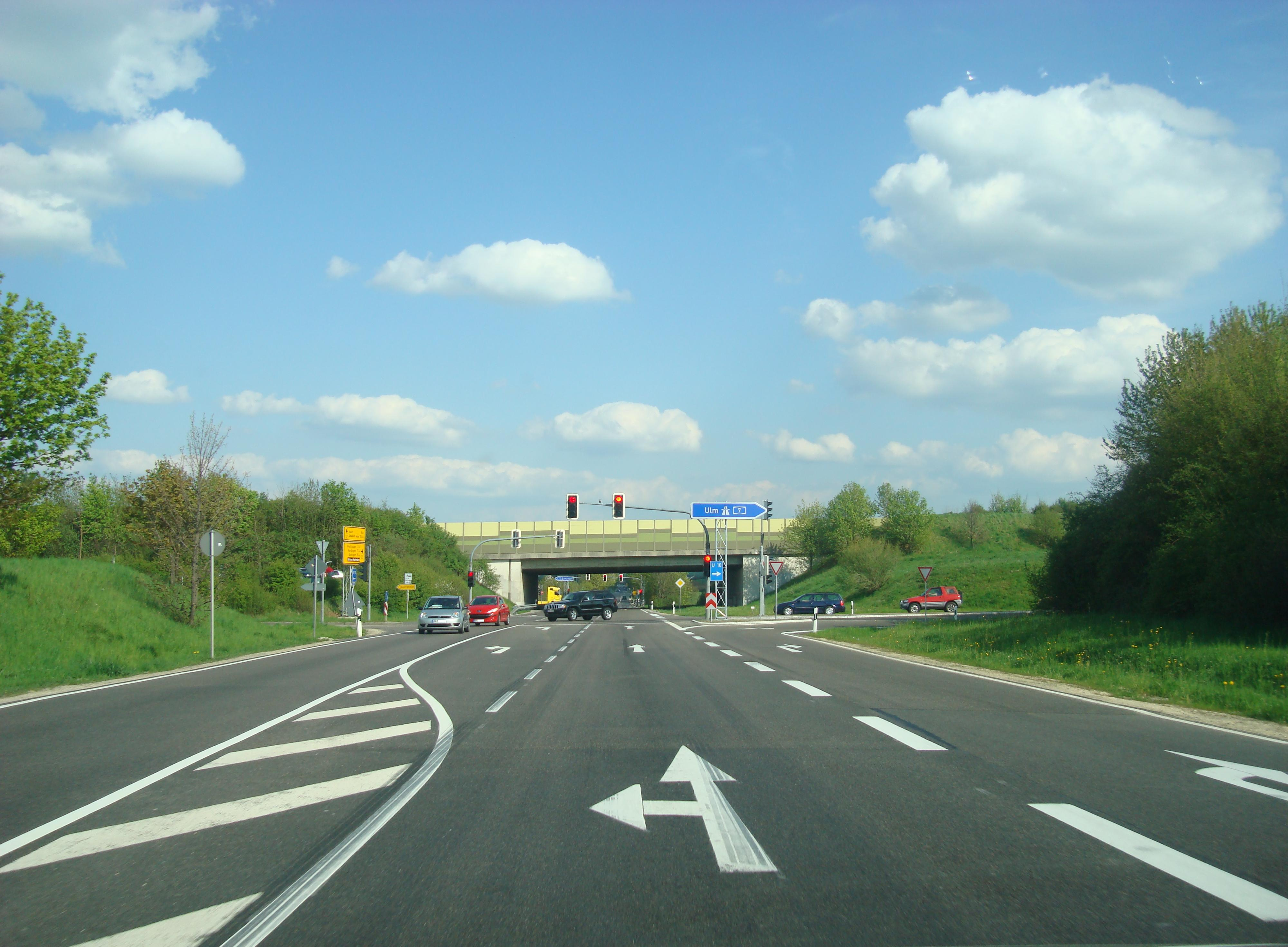
Verkehrsknotenpunkt B 29/A 7 Anschlussstelle Aalen/Westhausen

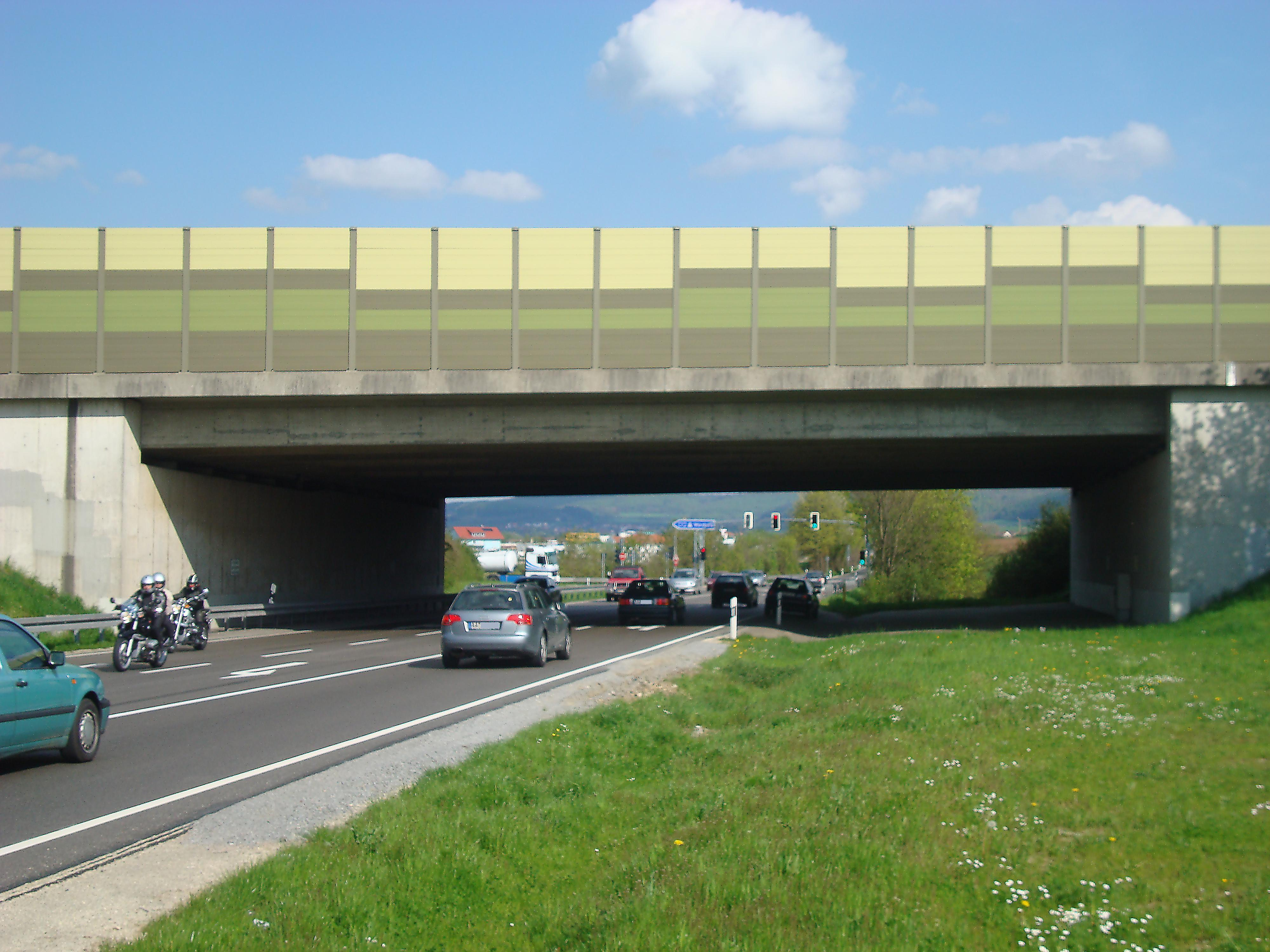
Bundesautobahnbrücke über die B 29 an der A 7 AS Aalen/Westhausen

Die Bundesstraße 29 beginnt am südöstlichen Ortsrand von Waiblingen, wo sie von der Bundesstraße 14 in Richtung Osten abzweigt. Durch das Remstal führt sie über Schorndorf durchgehend vierstreifig bis nach Schwäbisch Gmünd (42 km). In Lorch zweigt dabei die Bundesstraße 297 ab, die über Göppingen nach Kirchentellinsfurt führt. Markanteste Bauwerke in diesem Abschnitt sind der Grafenbergtunnel, der Sünchentunnel und das Schornbachtalviadukt im Zuge der Umfahrung Schorndorf. Schwäbisch Gmünd wird durch den einröhrigen Gmünder Einhorn-Tunnel unterquert, an dessen östlichem Ende die Bundesstraße 298 in Richtung Gaildorf abzweigt. Nach einem kurzen vierbahnigen Abschnitt führt die B 29 zweibahnig bis zum westlichen Ortsrand der Gemeinde Mögglingen. Im weiteren Verlauf ist die Bundesstraße  bis zum Aalener Dreieck durchgängig vierstreifig. An diesem zweigt die Bundesstraße 19 in Richtung Heidenheim ab. Aalen wird durch die Westumgehung (inklusive Rombachtunnel) umfahren. In diesem Abschnitt verläuft die B 29 bis Hüttlingen auf einer gemeinsamen Trasse mit der B 19 und führt im weiteren Verlauf zur Anschlussstelle Aalen/Westhausen der Bundesautobahn 7. Unmittelbar vor der A 7 zweigt die Bundesstraße 290 in Richtung Tauberbischofsheim von der B 29 ab. Von Westhausen verläuft die Bundesstraße weiter über Bopfingen nach Nördlingen (25 km), wo sie in die Bundesstraße 25 mündet.

## Geschichte
Die württembergische Staatsstraße Nr. 36 war mit 90 km Streckenlänge die zweitlängste Staatsstraße des Königreiches und führte von Stuttgart über Aalen bis Nördlingen. Der westliche Streckenabschnitt bis Aalen wurde im 18. Jahrhundert fertiggestellt, der östliche Streckenabschnitt zwischen Aalen und Nördlingen zwischen 1815 und 1817.
Bei der Einführung des Nummerierungssystems für die Straßen in Deutschland im Jahre 1932 wurde die Strecke zwischen Waiblingen und Nördlingen Fernverkehrsstraße 29 (FVS 29) genannt. Seit der Einrichtung des Reichsstraßennetzes (1934) wurde sie mit Reichsstraße 29 (R 29) bezeichnet.
Abschnittsweise wurden neue Trassen für die Straße gebaut. So wurde in den 1930er Jahren die damals als Ortsumfahrung dienende zweispurige Trasse nördlich der Schorndorfer Innenstadt (heutige L 1150, Waiblinger/Welzheimer Straße) und 1958 die zweispurige Trasse zwischen Mögglingen und Aalen eröffnet.
In älteren Planungen war ein durchgehend vierstreifiger Ausbau von Stuttgart bis zur Anschlussstelle Aalen/Westhausen der Bundesautobahn 7 vorgesehen. Dieser Streckenabschnitt war als Bundesautobahn 87 geplant, wurde jedoch aus Kostengründen verworfen. Seit den 1970er Jahren erfolgte stattdessen ein teilweise vierstreifiger Ausbau. So konnte im Dezember 1970 der Abschnitt Fellbach–Beinstein eröffnet werden, auf den 1972 der Ausbau bis Großheppach folgte. Des Weiteren wurde die Strecke bis 1982 zwischen Urbach und Lorch-West bzw. bis Juli 1985 bis Schwäbisch Gmünd ausgebaut. Der vierstreifige Lückenschluss zwischen Großheppach und Urbach erfolgte im Oktober 1986 durch den Ausbau bis Winterbach sowie durch die Ortsumfahrung Schorndorf im Juli 1997.
Westlich der Kernstadt von Aalen wurde im Rahmen der 2001 eröffneten Westumgehung ein komplexes Kreuzungsbauwerk errichtet. Dieses bindet neben dem Rombachtunnel der Umgehungsstraße die Bundesstraße 19 in Richtung Ulm, ein Gewerbegebiet sowie die ehemalige Trasse der B 29 in Richtung Innenstadt an die Bundesstraße an. Die Kreuzung erhielt kurz nach der Fertigstellung auf Grund ihrer Form den Spitznamen Aalener Brezel.
Der 2,23 Kilometer lange einröhrige Gmünder Einhorn-Tunnel ermöglicht seit dem 25. November 2013 die kreuzungsfreie Unterquerung von Schwäbisch Gmünd. Der erste Bauabschnitt begann am 3. August 2006, der eigentliche Tunnelanstich erfolgte am 29. Oktober 2008. Östlich des Tunnels wurde die Straße auf einem kurzen Abschnitt vierstreifig ausgebaut. Auch die Tunnelportale wurden als Bauvorleistung vierstreifig ausgeführt.
Mit dem Bau der 6,9 Kilometer langen Ortsumfahrung Mögglingen wurde im Sommer 2015 begonnen. Die Freigabe der vierstreifigen Strecke erfolgte am 27. April 2019.
Für den vierstreifigen, etwa 3,6 Kilometer langen Abschnitt zwischen Essingen und Aalen erfolgte eine erste Planfeststellung im Jahr 1992, 2002 wurde eine überarbeitete Version rechtsgültig. Nach jahrelangen Verzögerungen erfolgte am 12. Oktober 2020 der erste Spatenstich für den Abschnitt Essingen – Aalen. Die Verkehrsfreigabe des vierstreifigen Streckenabschnittes erfolgte am 20. Mai 2025.

## Verkehrssituation

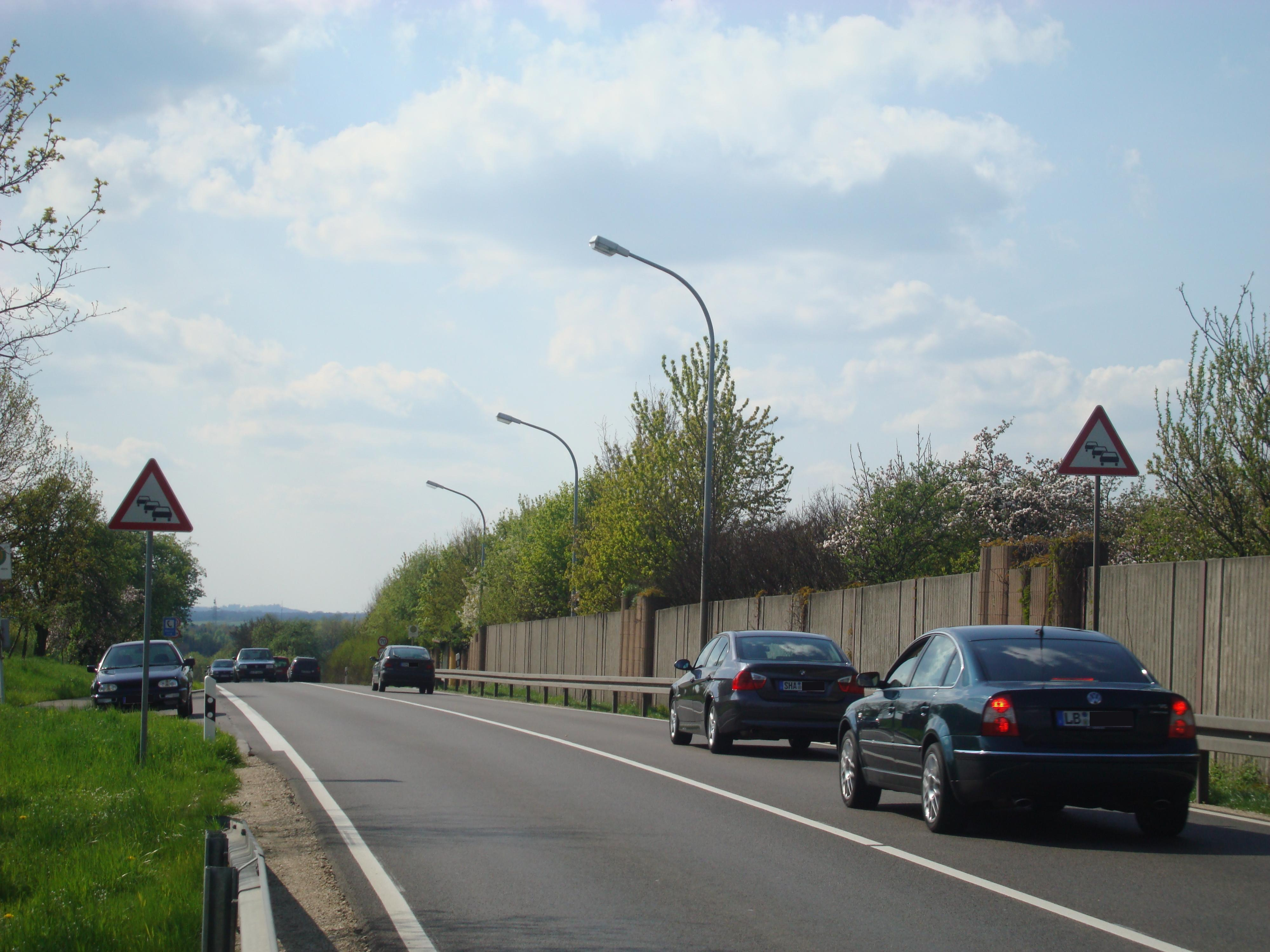
Permanente Stauwarnung auf der B 29 in Richtung Aalen von der A 7 Anschlussstelle Aalen/Westhausen

Das Verkehrsaufkommen auf der B 29 nimmt mit steigender Entfernung zum Großraum Stuttgart zunächst nahezu schrittweise ab, steigt aber wieder stark in Richtung Knotenpunkt zur A 7 Anschlussstelle Aalen/Westhausen. Bei Remshalden wurden im Jahr 2005 rund 52.000 Fahrzeuge pro Tag gezählt, bei Schorndorf 30.000, bei Lorch 25.000, vor dem Aalener Dreieck jedoch 30.000 Fahrzeuge täglich, wobei aber der Anteil des Schwerlastverkehrs in der Nähe Aalens mit über zehn Prozent deutlich höher war, als in der Nähe Stuttgarts (sechs Prozent).
Im Jahr 2016 wurden auf der nur zweispurig ausgebauten Aalener Westumfahrung nach dem Aalener Dreieck zwischen Rombachtunnel und Aalen-Oberalfingen bis zu 29.000 Fahrzeuge täglich gezählt.
Über 32.000 Fahrzeuge täglich wurden hingegen auf dem 3,6 km langen zweispurigen Abschnitt zwischen Aalen-Oberalfingen Einmündung L 1029 sowie Einmündung B 290 und der A 7 Anschlussstelle Aalen/Westhausen gezählt, der an allen Kreuzungen mit Lichtsignalanlagen ausgestattet ist; Landrat Klaus Pavel bezeichnete im März 2018 diese Verkehrsbelastung als „gewaltig“.
Da die B 29 zwischen der A 7 Anschlussstelle Aalen/Westhausen und Aalen-West sowie zwischen Böbingen und Schwäbisch Gmünd nur zweistreifig ausgebaut ist, ist dieser Teil während des Berufsverkehrs sehr stauträchtig. Ein großes Nadelöhr bildet hierbei der 870 m lange einröhrige gegenverkehrführende Rombachtunnel und vor allem der 3,6 km lange Abschnitt zwischen Aalen-Oberalfingen und der A 7.

## Korridorsperrung für Schwerlastverkehr
Aufgrund der enormen Verkehrsbelastung zwischen der Anschlussstelle Aalen/Westhausen der Bundesautobahn 7 und Nördlingen durch Schwerlastverkehr wurde für den LKW-Durchgangsverkehr über 12 t Gesamtgewicht eine Korridorsperrung erlassen, welche am 17. Januar 2011 in Kraft getreten ist.
Von dem enormen Schwerlast-Durchgangsverkehr sind vor allem die Stadt Bopfingen mit Teilorten Aufhausen und Trochtelfingen sowie Pflaumloch mangels immer noch fehlender Ortsumfahrungen betroffen.
Die Korridorsperrung wurde infolge des LKW-Durchfahrtverbotes auf der B 25 bei Dinkelsbühl mangels fehlender Ortsumfahrungen als Reaktion zur Abwehr von Verdrängungsverkehr erlassen, welche bundesweit einmalig ist.
Zur Abwehr von weiterem Verdrängungsverkehr von der B 29 wurde im Umkreis eine Reihe von Landes- und Kreisstraßen im Raum Ellwangen, Bopfingen und Neresheim für den Schwerlast-Durchgangsverkehr gesperrt.
Ausgenommen von der Korridorsperrung ist der Quell- und Zielverkehr.

## Planungen
Der Bundesverkehrswegeplan 2030 sieht neben der bereits realisierten Ortsumfahrung Mögglingen und der in Bau befindlichen vierstreifigen Erweiterung zwischen Essingen und Aalen diverse weitere Ausbauten der Bundesstraße 29 vor:
- vierstreifiger Neubau/Erweiterung auf vier Fahrstreifen zwischen Kornwestheim und Waiblingen als Nordostring Stuttgart mit Anschluss der B 27 zur Entlastung des Stuttgarter Talkessels (weiterer Bedarf mit Planungsrecht)[24]
- vierstreifiger Ausbau zwischen Schwäbisch Gmünd und Mögglingen-West mit Ortsumfahrung Böbingen (vordringlicher Bedarf)[25][26][27] – favorisiert als kurze 400 m Tunnellösung in Ortslage[28]
- dreistreifiger Neubau zwischen der Röttinger Höhe und der Landesgrenze Baden-Württemberg/Bayern bei Nördlingen (vordringlicher Bedarf)[29] als Nord- oder Südumfahrung – favorisiert als Nordumfahrung mit Netzfunktion[30][31][32]

Darüber hinaus bestehen weitere Planungen für einen Ausbau der Strecke:
- vierstreifiger Ausbau zwischen Aalen-Oberalfingen Höhe Bahnunterführung und Westhausen Einmündung K 3319 Aalener Straße mit Ausbau Anbindung an A 7-Autobahnanschlussstelle Aalen/Westhausen – Baubeginn geplant seit Anfang 2015[33][34][35][36] (außerhalb des Bundesverkehrswegeplans durch Planung des Landkreises – aufgrund Baukosten kleiner 50 Millionen) – dadurch beschleunigter Baubeginn[37]
- vierstreifiger Ausbau zwischen A 7-Autobahnanschlussstelle Aalen/Westhausen und Röttinger Höhe – angedachter Lückenschluss[38][39]